# Odinadiplosis amygdali
Odinadiplosis amygdali är en tvåvingeart som först beskrevs av Anagnostopoulos 1929.  Odinadiplosis amygdali ingår i släktet Odinadiplosis och familjen gallmyggor. Inga underarter finns listade i Catalogue of Life.